# 醍醐正夫
醍醐 正夫（だいご まさお）は、日本のヤクザ。元指定暴力団住吉会本部長・住吉一家向後五代目。

## 来歴
1988年、住吉連合会・住吉一家向後二代目・醍醐組が発足。歌舞伎町は、のちの住吉会総裁で当時向後二代目の西口茂男の縄張りであった。その歌舞伎町を死守したのが醍醐組であった。
2001年に四ツ木斎場事件で不慮の死を遂げた熊川邦男（住吉会組織委員長・住吉一家向後四代目兼向後睦会会長）の跡目として、2002年に醍醐（住吉会副会長補佐・住吉一家向後睦会理事長・醍醐組組長）が向後五代目を襲名。跡目継承と同時に住吉会懲罰委員長に抜擢され、住吉会では異例の副会長補佐から執行部役員に昇格した。
※向後五代目継承時の登録構成員は850名であり、住吉会においても最大勢力を誇っていた。
2005年、住吉一家七代目新体制発足に伴い、住吉会運営委員長に昇格。2006年には住吉会の刷新人事で、新設された本部長に昇格就任した。
2008年、脳梗塞を患い身体不自由につき、住吉会本部長及び向後五代目を返上して除籍引退した。